# 細小海百合
細小海百合（學名：Ailsacrinus）是一屬已滅絕的海百合，其化石主要分布在歐洲。牠們的莖很短，並擁有很小的中間萼和十支長而狹窄的腕，腕的兩側有羽毛狀的羽肢。細小海百合在相對淺的海床裡緊密群生，牠們游泳的速度可能很慢。很少能發現整個化石化的細小海百合萼，通常只有碎片狀的殘體。